# Liste der mexikanischen Kinofilme 1920
Die Liste der mexikanischen Kinofilme des Jahres 1920 führt alle in diesem Jahr in Mexiko gedrehten Langfilme auf. Insgesamt gab es in diesem Jahr sieben mexikanische Produktionen. Die in dieser Liste aufgeführten Informationen basieren auf David E. Wilts Buch „The Mexican Filmography 1916 through 2001“, der die vollständigste Filmographie für Mexiko vorgelegt hat.

## Legende
- Titel: Nennt soweit vorhanden den offiziellen deutschen Filmtitel, andernfalls den spanischen Originaltitel.
- Regisseur: Nennt den Regisseur oder die Regisseure des Films.
- Genre: Nennt die Genrezuordnung.
- Darsteller: Nennt drei Hauptdarsteller.
- Besonderheiten: Führt Besonderheiten und Hintergründe zum Film auf.

## Filmliste
| Titel                        | Regisseur              | Genre                                   | Darsteller                                                         | Besonderheiten                                                                                              |
| ---------------------------- | ---------------------- | --------------------------------------- | ------------------------------------------------------------------ | --- |
| Cuando la patria lo mande    | Juan Canals de Homs    | Abenteuerfilm                           | Floria Islas Chacón; Manuel de los Rios; Maria P. Gómez            | Von der Regierung finanzierter Film, der wohl auch kommerziell gezeigt wurde.                               |
| Los encapuchados de Mazatlán | Jesús H. Abitia        | Abenteuerfilm                           | Claudio Beltrán                                                    | |
| El escándalo                 | Alfredo B. Cuéllar     | Melodrama                               | Alfredo B. Cuéllar; Emilia Ruiz del Castillo; Enrique Tovar Avalos | Basierte auf dem Theaterstück The Scandal von Cosmo Hamilton.                                               |
| Hasta después de la muerte   | Ernesto Vollrath       | Melodrama                               | Emma Padilla; Elvira Ortiz; Aída Verdas                            | Basierte auf einem Theaterstück von Manuel José Othón.                                                      |
| Honor militar                | Fernando Orzco y Berra |                                         | Islas Chacón; Rutila Urriola; Eduardo Urriola                      | Von der Regierung finanziert. Oft als derselbe Film wie El precio de la gloria aus dem Jahr 1919 angesehen. |
| Partida ganada               | Enrique Castilla       | Ländliches Melodrama                    | José Torres Ovando; Rutila Urriola                                 | Basierte auf einem Roman von Guillermo Ross.                                                                |
| El Zarco o los plateados     | José Manuel Ramos      | Historienfilm; Melodrama; Abenteuerfilm | Miguel Contreras Torres; Gilda Chávarri; Graciela de Zarate        | Basierte auf einem Roman von Ignacio Manuel Altaminaro, der 1957 erneut verfilmt wurde.                     |